# Gaetano Zuliani
Gaetano Zuliani (Venezia, 1826 – 6 luglio 1868) è stato un patriota italiano.

## Biografia
Figlio di Giacomo Zuliani, barcaiolo, si unì ai volontari veneti per arruolarsi con Garibaldi e prendere parte alla Spedizione dei Mille nel maggio del 1860. Nell'elenco ufficiale dei partecipanti all'impresa, pubblicato sulla Gazzetta Ufficiale del Regno d'Italia del 12 novembre 1878, lo si trova al numero 1088.
Morì il 6 luglio 1868.